# 蚁民
蚁民（1945年12月5日—2014年3月16日），泰国侨领、企业家，籍貫广东澄海。

## 生平
蚁民出生于泰国，是泰国侨领、原全国侨联副主席蚁美厚的长子。11岁时他跟随父亲回到中国大陆。1968年，在海南万宁县参加建设兵团。1972年，准获移居香港。大陆改革开放之后，他推动中泰关系，并成为了最早进入深圳投资的外商之一，1985年参与建成了深圳高尔夫球俱乐部。1988年起，出任卜蜂集团（正大集团）高级顾问。差猜·春哈旺出任泰国总理期间，他曾任总理办公室顾问。1995年，深圳市政府授予其“深圳市荣誉市民”称号。2003年，在他的主导下，中国将两只大熊猫创创与林惠租借给泰国清迈动物园。此外，他还曾任泰中文化经济协会副会长。
2014年3月16日，蚁民因胰腺癌在香港養和醫院病逝，享年68岁。同年3月23日，假香港殯儀館舉行喪禮，同日出殯並奉柩柴灣歌連臣角火葬場火化，其靈灰後於3月29日以佛教儀式安葬於泰國。
2017年8月28日中国中央电视台播出《国家记忆》之《邓小平故事第一集邓小平与台湾问题》 （页面存档备份，存于），在节目中（16:10）提到泰国侨领蚁民与蒋经国和陈立夫的私人代表杨亨显，在1983年秘密前往北京，邓小平亲自接见了蚁民和杨亨显，并且对两岸问题进行了深入的交谈。

## 家庭
- 妻：张超云
- 长子：蚁龙，深圳市政协委员，北京清华大学自动化系博士，香港聖士提反書院校友
- 次子：蚁峰，珠海市香洲区政协委员，美國羅徹斯特大學工程碩士，香港聖士提反書院校友